# 拉基薩萊縣
拉基薩萊縣是印度的一個縣，位於該國東北部，由比哈爾邦負責管轄，面積1,228平方公里，識字率48%，2011年人口1,000,717，人口密度每平方公里815人。

## 外部連結
- Lakhisarai Information Portal

25°10′12″N 86°05′24″E / 25.17000°N 86.09000°E